# Solmissus bleekii
Solmissus bleekii är en nässeldjursart som beskrevs av Ernst Haeckel 1879. Solmissus bleekii ingår i släktet Solmissus och familjen Cuninidae. Inga underarter finns listade i Catalogue of Life.